# Mordekhay Hod
L'Aluf Mordekhay "Mottie" Hod (hebreu: מרדכי הוד) (28 de setembre de 1926 – 29 de juny de 2003) va ser el comandant de la Força Aèria Israeliana durant la Guerra dels Sis Dies de 1967.

## Biografia
Hod va néixer al Mandat Britànic de Palestina, al quibuts Degania el 1926. Hod originàriament havia escollit el cognom Fine, que posteriorment canviaria pel de Hod, mantenint el costum d'adquirir un cognom jueu en unir-se a les Forces Armades.
Hod estudià a l'Institut Agrícola abans d'allistar-se a l'exèrcit britànic el 1944, on serví com a conductor. Al final de la Segona Guerra Mundial Hod s'uní a les forces de terra del Palmah de l'Haganà. Des d'ací, col·laborà en la Aliyyà Bet, la immigració il·legal jueva des d'Europa a Palestina. Va ser detingut i empresonat durant dues setmanes a Roma per prendre part en aquestes accions.
Hod començà l'entrenament com a pilot a Itàlia, però aviat va ser enviat a Txecoslovàquia. La recentment creada Força Aèria Israeliana necessitava avions militars moderns, i havia comprat diversos Spitfires i Messerschmitts en aquell país. Un cop comprats era necessari portar-los fins a Israel i després d'aprendre a volar amb els nous aparells, Hod acompanyà un grup de companys aviadors en el seu vol de 7 hores el 22 de desembre de 1948.
De tornada a Israel, començà la carrera de Hod a la Força Aèria. Malgrat tenir experiència prèvia de vol, Hod assistí a l'Acadèmia de Vol de la Força Aèria Israeliana, graduant-se amb la seva primera promoció el 14 de març de 1949. U any després Hod tornaria a ser enviat a l'estranger, aquest cop pren aprendre a volar el Gloster Meteor britànic, que seria el primer caça de reacció d'Israel. De nou a Israel el 1951, Hod va ser nomenat comandant d'un esquadró de P-51 Mustangs. Durant la Crisi de Suez de 1956 Hod comandà diverses missions de suport, incloent l'escorta de caces a transports de paracaigudistes o cobertura aèria per tropes a terra. Durant la dècada posterior al conflicte Hod continuà avançant per l'escalafó de la Força Aèria. El 1957 va ser nomenat comandant d'una base, i 3 anys després seria Cap d'Operacions de la Força Aèria Israeliana. El 1961 Hod va ser promogut a comandant del Departament Aeri a l'Estat Major General, càrrec que ocuparia fins al 27 d'abril de 1966, quan Hod esdevingué Comandant de la Força Aèria Israeliana. Durant el seu mandat, el Mossad portà a terme l'operació Diamant per portar a Israel un MiG-21 de construcció soviètica.
Poc més d'un any després que ocupés el seu càrrec, Hod va haver de fer front a una gran amenaça. El President egipci Gamal Abdel Nasser havia tancat els Estrets de Tiran, i Israel encarava la possibilitat d'una guerra de tres fronts contra Egipte, Jordània i Síria. Esperant mantenir l'avantatge de la sorpresa, Israel llançà l'operació Focus, l'atac aeri inicial del que seria la Guerra dels Sis Dies de 1967. L'atac de Hod, deixant només 12 avions per defensar Israel, i amb el suport de la intel·ligència del Mossad i Aman va tenir èxit en la destrucció de les forces aèries egípcia, jordana i siriana. Això assegurà la superioritat aèria israeliana durant la resta de la guerra. En una entrevista anys després, Hod va descriure els 45 minuts que va trigar la primera onada a tornar a Israel com "els 45 minuts més llargs de tota la meva vida". Hod també va haver de front amb l'incident del USS Liberty, en el qual els avions israelians atacaren un vaixell estatunidenc davant la costa de la península del Sinaí, matant 34 mariners.
La Guerra de Desgast entre Israel i Egipte s'estendria entre 1968 i 1970, i durant aquell període Hod dirigí diversos atacs aeris prop del canal de Suez i sobre punts més endinsats del territori egipci. També va tenir èxit en abatre diversos MiGs pilotats per pilots soviètics col·laborant amb els egipcis.
L'abril del 1973 Hod es retirà, només 6 mesos abans de l'esclat de la Guerra del Yom Kippur de 1973. A causa de la guerra Hod va ser cridat immediatament al servei per actuar com a conseller de la Força Aèria a l'Aluf Yitzhak Hofi, que llavors estava al capdavant del Comandament Israelià Nord. Abans de dirigir-se al sector privat Hod va servir al govern una temporada més, encarregant-se de desenvolupar projectes de defensa com a assistent del Ministre de Defensa. Durant la seva carrera militar, Hod va casar-se amb la sergent de la Força Aèria Penina, amb la qual va tenir 3 fills.
Amb la carrera militar acabada, Hod entrà al mercat de l'aviació civil el 1975 fundant CAL Cargo Air Lines. Va ser el seu president fins al 1977, quan l'abandonà per esdevenir president d'El Al, la línia aèria nacional israeliana, un càrrec que ocuparia fins al 1979. Posteriorment va ser nomenat president de la principal fàbrica aerospaial d'Israel, Israel Aircraft Industries. Va morir el 29 de juny del 2003.